# أركاري
الأركاري أو البرزبان (الاسم العلمي: Pteroglossus) هو جنس من الطيور يتبع الفصيلة الطوقانية من رتبة نقاريات الشكل.

## أنواع الأركاري
- أركاري منقوش
- أركاري أخضر
- أركاري مطوق
- أركاري مخطط
- أركاري عاجي المنقار
- أركاري كستنائي الأذن
- أركاري أسود الرقبة
- أركاري ناري المنقار
- أركاري مجدول العرف